# Fluxòmetre

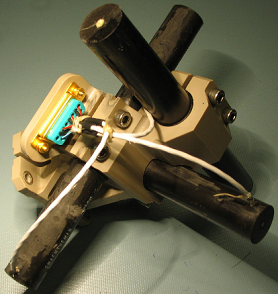
Fluxòmètre tri-axial de la missió THEMIS.

El fluxòmetre és un dispositiu emprat per a mesurar el flux magnètic. Normalment, mesura variació del corrent elèctric a través d'una bobina quan el flux canvia. Per aquesta finalitat, els tipus més habituals de fluxòmetres ho fan mitjançant galvanòmetres. El més corrent és un magnetòmetre basat en un sensor inductiu (bucle inductiu o bobina inductiva), que mesura un flux magnètic variable d'acord amb la llei de Lenz . El fluxòmetre pertany als instruments de mesura electromagnètics i pot mesurar el camp magnètic de freqüències des de pocs mHz fins a centenars de MHz.

## Principi

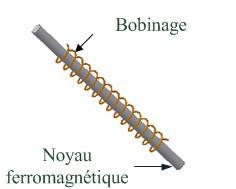
Figura 1: Sensor d'inducció constituït per una bobina (taronja) que envolta un nucli ferromagnètic (gris)

El fluxòmetre es basa en la Llei d'inducció de Faraday. La variació temporal del Flux magnètic {\displaystyle Phi} mitjançant un circuit  N  induirà una tensió segons la fórmula que segueix:
{\displaystyle e=-N{\frac {\mathrm {d} \Phi }{\mathrm {d} t}}}
que es pot expressar d'una manera més senzilla:
{\displaystyle e=-N\times S{\frac {\mathrm {d} B}{\mathrm {d} t}}}
assumint que el camp magnètic induït  B és homogeni sobre una secció  S  (el flux magnètic s'expressarà:
{\displaystyle \Phi =B\times S}).

El voltatge induït ( "{\displaystyle e}") pot augmentar-se de diverses maneres:
- augmentant la superfície ( S ),
- augmentant el nombre d'espires ( N ),
- emprant un nucli ferromagnètic.

## Flux magnètic
El flux magnètic és una magnitud física que descriu el camp magnètic al voltant d'una càrrega elèctrica en moviment. La densitat del camp magnètic s'anomena inducció magnètica i és directament proporcional al flux, i inversament proporcional a la superfície per la qual passa. Si el circuit de està tancat, el canvi del flux magnètic a través del fil del conductor indueix una força electromotriu i, per tant, un corrent elèctric a través del fil, que de fet, és el principi de funcionament d'un generador elèctric.

## Funcionament del fluxòmetre

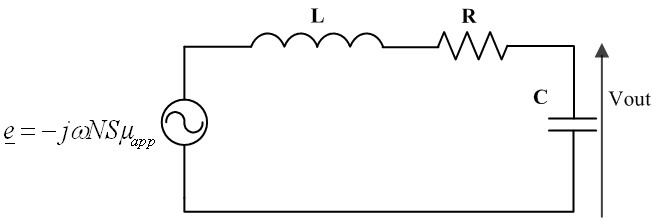
Circuit de corrent del fluxímetre

Un fluxòmetre clàssic és un tipus de galvanòmetre. És un dispositiu amb una resistència significativament prou petita i no es pot tenir en compte. En aquest instrument, el component d'atenuació també és molt petit. Per tal de maximitzar el component del moment electromagnètic, cal minimitzar la resistència del fil, així com la resistència externa.
Es posa una bobina addicional a l'entrada d'aquest instrument a través del qual es mesura el canvi de flux magnètic. L'instrument es mantindrà en un valor antic que és tardana en relació amb el canvi de flux, i només es pot llegir un nou canvi quan el flux canvia a través de la bobina de prova connectada a l'entrada de l'instrument. La diferència en el gir del instrument a l'inici i al final del mesurament és proporcional a la diferència de flux a través dels fils de la bobina de prova i, per tant, es pot calcular el canvi de flux necessari per produir-ho.
Els fluxòmetres són senzills i adequats per a la seva manipulació i emmagatzematge.

## Tipus de fluxòmetres
- Fluxòmetre digital: és un mesurador de flux electrònic integrat amb una pantalla digital. Es pot utilitzar no només per a mesurar el flux magnètic d'un imant permanent, sinó també per al control de qualitat i la classificació dels productes magnètics. La majoria dels fluxòmetres digitals tenen funcions com ara diferents bandes de mesura i l'interval de temps de mesura màxim. Aquests fluxòmetres també es poden utilitzar per mesurar el camp electromagnètic generat per certs aparell, com ara transformadors d'alta tensió, etc.[8]

- Fluxòmetre magnètic: és un instrument per a mesurar el flux magnètic així com verificar les propietats magnètiques materials magnètics. Conté un integrador electrònic molt estable d'alta sensibilitat i pot arribar a mesurar les crestes d'impuls d'un camp magnètic.[7]

## Galvanòmetre

Esquema de galvanòmetre

Els galvanòmetres són emprats sovint en els fluxòmetres, ja que són instruments elèctrics extremadament sensibles útils per al mesurament d'un corrent de petita magnitud (per augmentar el corrent màxim cal posar-hi un shunt en paral·lel) i el d'una tensió continua amb una resistència en sèrie. El consum de l'instrument és molt petit. El terme "galvanòmetre", d'ús comú des de 1836, se li va donar en honor de l'investigador italià, Luigi Galvani, qui va descobrir que el corrent elèctric podia fer moure la pota d'una granota, que de fet, és el principi que fa contraure els músculs del cor.
S'utilitzen dos mètodes:
- en mesura directa de corrent i tensió (amb l'agulla a l'esquerra de l'escala)
- com a indicadors d'equilibri sensibles (detectors de nul amb l'agulla al mig de l'escala).

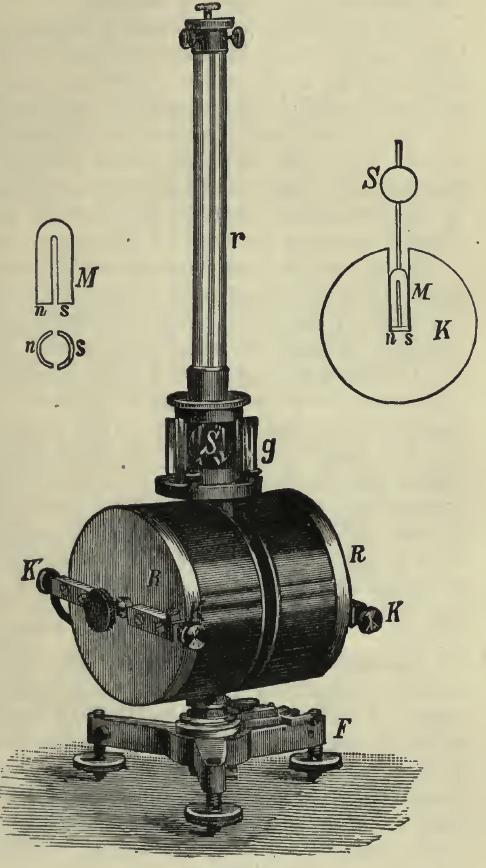
Galvanòmetre balístic

### Tipus de galvanòmetres
- Galvanòmetre de bobina mòbil

Aquest tipus de galvanòmetre en general no difereix de l'ordinari. La sensibilitat d'aquest galvanòmetre s'augmenta incrementant el nombre d'espires de las bobina d'inducció magnètica i reduint la rigidesa de les molle. A part d'augmentar el nombre d'espires, els altres elements abans esmentats són difícils d'augmentar, de manera que hi ha la solució mecànica d'allargar l'agulla de manera que la resolució s'incrementa notablement.
- Galvanòmetre balístic

Es tracta d'una estructura similar al galvanòmetre de bobina mòbil, però s'augmenta el moment d'inèrcia de la part mòbil. D'aquesta manera, un galvanòmetre balístic pot mesurar fàcilment petites quantitats d'electricitat que passen per la bobina en molt poc temps, com passa, per exemple, quan es carrega o descarrega un condensador. Permet observar la desviació màxima, ja que el sistema tornarà a equilibrar-se. L'augment de la inèrcia del sistema serveix per retardar l'instrument, però mantenint-lo en el màxim obtingut durant suficient temps per poder llegir-ne el valor. La desviació màxima resultant es denomina desviació balística.

## Vegeu més
- Flux magnètic
- Galvanòmetre
- Magnetòmetre